# Teburoro Tito
Teburoro Tito, nuova grafia Tiito (Tabiteuea, 25 agosto 1952), è un politico gilbertese.

## Biografia
Tito (pronuncia Sito) è stato eletto Beretitenti (presidente), tre volte di seguito (1994, 1998 e 2002), ricevendo una mozione di sfiducia nel 2003 che gli preclude un’ulteriore mandato presidenziale.
Durante la sua presidenza le Kiribati diventano membro delle Nazioni unite.
Diventa presidente del Pacific Islands Forum.
È stato parlamentare alla Maneaba ni Maungatabu (dal 1987, ultima elezione nell’aprile 2016).
Dal settembre 2017, è Rappresentante permanente alle Nazioni Unite per le Kiribati.

## Onorificenze
Commendatore dell’Ordine di Tahiti Nui (1997).